# Francisco Martínez Bouzas
Francisco Martínez Bouzas (Arnuide, 4 de marzo de 1945) es un docente y crítico literario español.

## Trayectoria profesional
Licenciado en Filosofía y Letras por la Universidad de Barcelona y en Filosofía por la Pontificia Universidad de Santo Tomás de Aquino de Roma. Completó además estudios de grado en la Universidad de Comillas de Madrid y en la Universidad Gregoriana de Roma. Ejerció como catedrático de Filosofía. Realiza además una amplia labor como crítico literario. Miembro de la Asociación Española de Críticos literarios (AECL). Pertenece así mismo a la Sección de Crítica Literaria da Asociación de Escritores en Lingua Galega (AELG).
Como docente dirigió o coordinó distintos cursos y proyectos de formación para el profesorado, organizados por la Consejería de Educación de la Junta de Galicia. Así mismo, colaboró durante varios cursos en calidad de profesor tutor con la Facultad de Ciencias de la Educación de la Universidad de Santiago de Compostela.
Es autor de los siguientes títulos de su especialidad: En sociedade. Cavilemos e fagamos. Materiáis didácticos de Filosofía (1994), Reflexións sobre a vida moral (1995, en colaboración con varios autores), A ética na que vives (1995, en colaboración con varios autores), Filosofía (2000) en colaboración con Susana Abuín Chaves y Henrique Tello León.
Ejerce su trabajo como crítico literarios en revistas especializadas como A Trabe de Ouro, Anuario de Estudios Literarios Galegos, Guía dos libros novos, Festa da Palabra Silenciada, Papeles de la FIM, Signos (Universidad Popular de Chontalpa). Colabora o colaboró así mismo como columnista y como crítico literario en la prensa diaria: Diario 16 de Galicia, O Correo Galego, Faro de Vigo, El Correo Gallego, La Voz de Galicia y en el Suplemento Cultural Gaceta Dominical del periódico El País de Cali (Colombia).
Ha sido miembro de diversos jurados de premios literarios y en el año 2004 recibió el Premio Xerais a la Cooperación Editorial como crítico literario.

### Libros
- En sociedade. Cavilemos e fagamos. Materiais didácticos de Filosofía (Toxosoutos, 1994)
- Reflexións sobre a vida moral (Bahía Edicións, 1995, en colaboración)
- A ética na que vives (Bahía Edicións, 1995, en colaboración)
- Filosofía (Bahía Edicións 2000, en colaboración con Susana Abuín Chaves e Henrique Tello León)
- Espirales de Letras, I: La literatura Latinoamericana (Editorial Digital LetrasKiltras, Santiago de Chile, 2015)

### Artículos y estudios en revistas científicas
- "Por que ética", Agora. Papeis de Filosofía, Facultad de Filosofía, Universidad de Santiago de Compostela, 1993, Segunda época, Nº. 12-1, 175-179.
- "A educación moral alén da facticidade", Concepción Arenal. Ciencias y Humanidades, A Coruña, 1993, XII, Nº.26, 41–52.
- "La ética en Galicia: ¿la estrategia de la indefinición?", Paideia, Madrid, 1993, XIV, Nº.24, 551-556.
- "La filosofía en Galicia: un saber de letras", Paideia, Madrid, 1995, XVI, 163-169.
- "A identidade galega como estrategia ( Criticando ós críticos da razón galega)", A Trabe de Ouro, Santiago de Compostela, Nº.17, 1994, 115-117.
- "Nais, esposas e católicas ( A cuestión feminia en Galicia)", A Trabe de Ouro, Santigo de Compostela, 1994, Nº 19, 451–53.
- "Ademocracia no nacionalismo de Alfredo Brañas,1889 – 1893"," Filosofía e Democracia. Actas de la IX Semana Galega de Filosofía, Pontevedra, 1994, 52-56.
- "Pensar en gallego", Papeles de la FIM, Madrid, 1995, Segunda época, Nº.3, 173-174
- "A violencia, ¿engranaxe ou obriga ética?", A Trabe de Ouro, Santiago de Compostela, 1995, Nº. 22, 297–300.
- "De nacións, cofres e piratas", A Trabe de Ouro, Santiago de Compostela, 1997, Nº. 29, 103–107.
- "Círculo. Suso de Toro", Anuario de Estudios Literarios Galegos, Vigo, 1998, 297-299
- "Un libro de pensamento forte (e materialista)", A Trabe de Ouro, Santiago de Compostela, 1998, Nº. 33, 103–106.
- "Grupo abeliano", Anuario de Estudios Literarios Galegos, Vigo, 1999, 239-242
- "Regreso á nanología", A Trabe de Ouro, Santiago de Compostela, 1999, Nº. 37, 113-115.
- "A Pensanao de Anxo Angueira", A Trabe de Ouro, Santiago de Compostela, 2000, Nº.41, 109-113.
- "Alfredo Conde, Azul Cobalto", Anuario de Estudios Literarios Galegos, Vigo 2001, 307-309
- "Para sermos nietzscheanos hoxe", A Trabe de Ouro, Santiago de Compostela, 2002, Nº 49, 111–114.
- "Camiños e destinos azarosos", A Trabe de Ouro, Santiago de Compostela, 2003, Nº. 55, 395–397.
- "Feridas", Revista da Palabra Silenciada, Vigo, 2004, Nº 19, 95–96.
- "Crónica Ferida. Colombia, paraíso perdido en el poeta gallego Antón Avilés de Taramancos", Poligramas, Cali, 2007, Nº. 28, 9–48.
- "O espírito e a letra da posmodernidade (A propósito de A pregunta perfecta)", A Trabe de Ouro, Santiago de Compostela, 2011, Nº 85, 121-128.
- "Pegadas da metaficción na narrativa galega de hoxe" en "Redelibros".
- "As noites e as fendas da vida", A Trabe de Ouro, Santiago de Compostela, 2013, Nº. 94, 275-279.

- Datos: Q11681943